# Madelman
Els Madelman van ser unes figures d'acció que van esdevenir una de les joguines més populars a l'estat espanyol durant la dècada de 1970. Fabricades de 1968 a 1983, posteriorment es va intentar reprendre la seva producció en diverses vegades però sense el mateix èxit.

## Història
Els Madelman tenen el seu origen en l'anomenat Proyecto Atomium, nom que l'empresa Exclusivas Industriales, més coneguda pel nom comercial d'Exin, va donar al desenvolupament d'una figura d'acció inspirada en els ninos d'acció G.I. Joe nord-americans. Les primeres figures les va esculpir l'escultor de figures religioses Alfonso Alarcón Diaz. La patent es va fer el 22 de febrer de 1968 i les fabricava Madel S.A. acrònim de Manufacturas Delgado. Els propietaris d'aquesta empresa eren Josep Maria Arnau, fill del fundador d'EXIN LlNES Bros i Campos, un empresari de Madrid, que van comprar l'empresa Industrias plásticas MADEL (Manufacturas Delgado) quan aquesta estava a un pas de la fallida.
La tardor del 1968 es va presentar el producte als distribuïdors i detallistes per a la campanya de Nadal. En un primer moment no va tenir gaire bona acollida, ja que en aquell moment es considerava que els ninos i nines eren una joguina per a nenes i no per a nens. Malgrat això, el llançament del producte, acompanyat d'anuncis a la campanya de Nadal, no es va interrompre i va aconseguir un lloc al mercat de la joguina fins a la seva desaparició el 1983.
Les capses dels Madelman portaven un dibuix al·lusiu al personatge del seu interior. Aquests dibuixos amb alguna excepció els va dibuixar Lluís Bargalló Llurba.

## Característiques i evolució
Els personatges es desenvolupaven a Idisa (Investigación y Diseño, S.A) per encàrrec d'EXIN. La mida més comuna dels Madelman era de disset centímetres, que era la mida més petita possible per poder cosir les mànigues de la roba. Estava format per vint-i-tres peces de plàstic i amb articulacions sense gomes elàstiques diferenciant-se del que era habitual a l'època.
Al llarg dels anys es van arribar a produir dotzenes de figures diferents de Madelman distribuides en diferents etapes.

### Primera etapa
Els primers models a posar-se a la venda el 1968 foren un mariner, un caçador, un portador de safari de raça negra, un soldat de l'exèrcit de terra, un esquiador militar i un astronauta que estava inspirat en la pel·lícula 2001: una odissea de l'espai.
La primera etapa és la de les figures fabricades aproximadament entre 1968 i 1976 i es caracteritza perquè quasi tots els personatges són masculins i de raça blanca. L'excepció és el portador de safari i el pirata Jim Black, que són de raça negra. Una altra de les característiques era l'absència de peus, ja que en el seu lloc hi havia uns pivots que s'encaixaven a les botes. Les peces del tors, la cintura i la pelvis estaven fetes amb plàstic de color blanc, per donar la sensació que la figura portava samarreta i eslips blancs. Això va ser així fins al llançament de la sèrie de pirates que tenien el tors descobert de color carn. En aquesta etapa només hi ha dos tipus de cap i de cara, la de raça blanca amb trets caucàsics i la de raça negra més petita de diàmetre amb els llavis gruixuts i el nas ample i aplanat. El cabell era una peça de plàstic rígid de color marró vermellós pentinat cap enrere per a la cara de raça blanca, mentre que en els de raça negra el cabell era negre i llis. En totes dues figures el cabell anava encolat a la cara. Els Madelman de raça negra no van variar al llarg de la seva producció, no així els de raça blanca que van tenir unes cinc modificacions que afectaven les faccions i al tupè dels cabells més o menys alt. Els ulls eren peces de plàstic blanc amb una injecció de color per tal de simular l'iris, fent una sensació d'ull de vidre que li donava un aspecte molt real. En les primeres versions l'iris dels ulls estaven pintants, en comptes de plàstic injectat posterior. La boca i les celles d'aquesta primera etapa eren pintats.
Les sabates en tots els models era botes de mitja canya, amb cordons modelats en el plàstic semirígid, d'una sola peça. Es diferenciaven les del peu dret de l'esquerre, però no tenien cap marca per saber a quina figura pertanyien. El color sí que era diferent, havent-n'hi de negres, de diversos tons de marró, de blanques (policia militar) o de platejades (astronauta 2001).
Embalatges
Els primers embalatges eren capses estretes en forma prismàtica, amb una sola figura de peu i els accessoris posats a la figura.
Els anomenats Misiones Completas eren caixes grans amb el fons de la caixa i els laterals litografiats representant l'ambientació del tema. Incloïen més d'una figura, amb molts accessoris i complements amb una distribució de diorama. Se'n varen comercialitzar dos models: Missió Safari i Missió campanya.
Més endavant va aparèixer la capsa que es va allargar en el temps, amb el dibuix a color del personatge, oberta i amb un plàstic retractilat que protegia el contingut. Les figures i els accessoris anaven subjectes amb una goma elàstica i amb un nus a la part posterior del cartó.
Aquestes capses tenien tres continguts estandarditzats.
- Equip individual: Va substituir la capsa de forma prismàtica individual. El contingut era d'una figura amb el vestit complet i els accessoris personals.
- Equip bàsic: Aquesta capsa va ser de les primeres a estrenar el nou format i va conviure un temps amb la capsa individual i les Misiones Completas. El contingut era d'una figura amb el vestit complet i els accessoris necessaris per a diferents missions.
- Súper Equip: Aquesta capsa era la més semblant a les Misiones Completas. El seu contingut era el de dues figures amb vestit complet i amb una gran varietat d'equipament per poder desenvolupar diferents aventures.[1][2]

### Segona etapa
De la segona etapa són les figures fabricades aproximadament entre 1977 i 1981. La novetat és la incorporació de figures femenines. La majoria de les figures són de raça blanca, però s'incrementa la diversitat de races respecte a l'etapa anterior. Els models Comando, Porteador de safari i Pirata Jim Black són de raça negra i els models Jefe Indio, Guerrero Indio, Princesa India, Pluma rosa, Explorador Indio, Hechicero, i el Súper equipo Pieles rojas, que són de raça índia, diferenciats dels altres per un to de pell més morè i trets característics. El model de la patrulla espacial és alienígena i de color platejat. Una altra de les diferències en aquesta segona etapa és una articulació afegida a cada cama per tal de poder articular la part superior del peu. El cabell va passar a ser de goma i les mans mes elàstiques i flexibles.
La figura femenina no s'assembla a cap de les figures anteriors i és completament nova. Tota ella és més petita, amb totes les característiques de l'anatomia femenina, amb muscles, cames i peus més estilitzats i petits. Les peces de plàstic de la pelvis són de color negre per tal de simular unes calces.

### Tercera etapa
D'aquesta etapa són les últimes figures que es van fabricar, algunes s'englobaven a les sèries Cosmic i Futbolistes, d'altres figures foren arquero rojo, l'emmascarat, un cowboy i un cuatrero, tots ells de raça blanca excepte el Hombre verde que era alienígena i de color verd. Les figures femenines són les mateixes de l'etapa anterior. Les figures masculines van canviar les cames i la pelvis i van passar a tenir la mateixa pelvis i les cames de la figura femenina. Aquest canvi es va fer per poder aprofitar les peces de fabricació sobrants de la figura femenina, perquè l'empresa ja tenia pensat d'aturar la producció dels Madelman. Els personatges de la sèrie Cosmic portaven les mateixes botes que la figura femenina i per a les sabates de les figures dels futbolistes es van usar els mocassins de Princesa India i Pluma rosa, canviant el color pel de color negre.
L'embalatge en aquesta tercera etapa va variar molt poc de les anteriors, excepte en els de la sèrie de futbol, els quals varen passar a tenir la mida mínima per encabir la figura subjecta amb una goma en un cartó blanc a l'interior i sense finestra transparent.

## Represes de la marca
Posteriorment a la finalització de la fabricació l'any 1983, va haver-hi alguns intents de tornar a la producció però sense èxit.
- L'any 1987, la mateixa empresa Exin va treure la série Madelman 2050, amb figures més petites i de temàtica espacial.[3]
- L'any 2002, Popular de Juguetes va produir i distribuir fins a 32 noves figures de Madelman, tornant a la seva mida original, però amb nous dissenys.[4]
- Per acabar, l'any 2003 Altaya va llançar una col·lecció de 40 figures bàsicament per a col·leccionisme, reproduint els Madelman més clàssics.[5]